# TVA Hürth-Fischenich
Der Turnverein Alpenglüh’n Hürth Fischenich 1894 e.V. ist ein deutscher Sportverein mit Sitz im Stadtteil Fischenich der nordrhein-westfälischen Stadt Hürth im Rhein-Erft-Kreis.

## Abteilungen

### Volleyball
Die erste Männer-Mannschaft stieg zur Saison 2015/16 in die dritte Liga auf. Dort wurde das Team in die Staffel-West eingegliedert und erlangte gleich in ihrer ersten Saison mit 52 Punkten die Meisterschaft und damit direkt auch den Aufstieg in die zweite Bundesliga Nord. Dort erreichte man als Mannschaft direkt auch wieder eine relativ gute Platzierung und landete am Saisonende 2016/17 mit 33 Punkten aus 26 Spielen auf dem siebten Tabellenrang. In der Folgesaison war von der Leistung der Vorsaison jedoch nicht mehr viel zu sehen und so stieg das Team mit 14 Punkten knapp als Tabellenletzter wieder ab. Gleichzeitig stieg die zweite Männer-Mannschaft des Vereins wiederum in dieser Saison in die dritte Liga auf. Mit 19 Punkten landete man hier am Saisonende auf dem elften Platz. Somit musste die Mannschaft nach der Saison direkt wieder absteigen. Vermutlich hätte sie dies wegen des Abstiegs der ersten Mannschaft aber ohnehin gemusst.
Die Spielzeit 2018/19 schloss die erste Mannschaft schließlich zurück in der dritten Liga mit 30 Punkten ab. Dies reichte zwar nur für den neunten Platz, jedoch hatte man hier einen Abstand von 21 Punkten auf den ersten Absteiger. Nach der Folgesaison, wo man sich wieder im Mittelfeld positionieren konnte, folgte die Saison 2020/21. Hier hatte das Team nach fünf gespielten Partien nur einen einzigen Punkt gesammelt und stand ganz unten auf dem zwölften Platz. Dann wurde aber die Saison aufgrund der Covid-19-Pandemie abgebrochen und es gab aus sportlichen Gründen keine Absteiger, somit durfte die Mannschaft in der Spielklasse verbleiben. Somit spielt der Verein mit seinem Team auch in der Saison 2021/22 in dieser Liga.